# Exclamatio
Die Exclamatio (lateinisch für ‚Ausruf‘; altgriechisch ἐκφώνησις), auch Exklamation, ist eine rhetorische Figur. Sie „besteht in der Umwandlung […] eines Aussagesatzes in einen Ausruf […], der meist von (oft apostrophischen […]) Vokativen […] begleitet ist“. Der Ausruf kann Schrecken oder Erschütterung über die momentane Situation bekunden oder aus sonstigen Gründen erfolgen.

## Beispiele
- Cicero: „O tempora, o mores!“ (übersetzt: „Oh Zeiten, oh Sitten!“) (Aus der ersten Rede gegen Catilina)
- Gottfried August Bürger: „O Mutter, Mutter! Hin ist hin!“ (aus Lenore)
- „Hoch soll er leben!“
- „Mein Gott! Wann wird sich endlich etwas ändern!“